# Корчакі
Корчакі (пол. Korczaki) — село в Польщі, у гміні Жекунь Остроленцького повіту Мазовецького воєводства.
Населення — 141 особа (2011).
У 1975-1998 роках село належало до Остроленцького воєводства.

## Демографія
Демографічна структура станом на 31 березня 2011 року:
|          | Загалом | Допрацездатний вік | Працездатний вік | Постпрацездатний вік |
| -------- | ------- | ------------------ | ---------------- | -------------------- |
| Чоловіки | 77      | 22                 | 52               | 3                    |
| Жінки    | 64      | 15                 | 42               | 7                    |
| Разом    | 141     | 37                 | 94               | 10                   |